# Eliane Rutishauser
Eliane Rutishauser (* 1963 in Schaffhausen) ist eine Schweizer Fotografin und Künstlerin. Sie lebt und arbeitet in Zürich.

## Beruflicher Werdegang
Rutishauser studierte von 1990 bis 1995 Fotografie an der Schule für Gestaltung Zürich und 1994 an der Emily Carr University of Art and Design in Vancouver.
Sie arbeitet in verschiedenen Medien wie Fotografie, Druck, Video und Performance, sowohl als Fotografie wie als Künstlerin. Für Artist-Residencies hielt sie sich u. a. in Clarksville/Tennessee, Berlin, Montreal/Canada und New York auf. Ihre eigenen Werke zeigte sie in Einzel- und Gruppenausstellungen in der Schweiz und international.
Eliane Rutishauser ist auch als Organisatorin und Kuratorin tätig. 1997–2000 betrieb sie gemeinsam mit dem Fotografen Roland Iselin den Ausstellungsraum Motor14 in Zürich, wo unter anderem Olaf Breuning, Nadja Athanasiou und Andrea Helbling ausstellten. Parallel dazu veranstaltete sie während ihres New-York-Aufenthalts im Monatsrhythmus den Salon in ihrer Loft am West Broadway in Soho. Seit Anfang 2019 betreibt sie gemeinsam mit Regula Michell und Susanne Hofer Wall & Stage in Zürich Altstetten. 2006 bis 2010 entwickelte Rutishauser mit Gian Vaitl im Auftrag der Pro Helvetia die Fotoschule Projekt 5.6 in Tirana/Albanien. Sie unterrichtet u. a. auch an der ZHAW, der GAF (Gruppe Autodidaktischer FotografInnen), der F+F Schule für Kunst und Design und der ZHdK.
Eliane Rutishauser fotografiert häufig Projekte und Performances anderer Künstler, u. a. das Performancefestival Giswil und Auftritte des Künstlers Bruno Jakob. 2008 gründete sie mit Françoise Caraco Lee Li Photography. Lee Li Photography erarbeitet Bildkonzepte in den Bereichen Dokumentation, Werbung und Webauftritt.
Neben ihrer individuellen Praxis arbeitet Rutishauser mit anderen Kunstschaffenden, so unter anderem mit Klodin Erb für die Projekte Baby oder ist das Fischli Weiss?. Von 2000 bis 2009 war Rutishauser aktiv in der legendären Schweizer Künstlerinnengruppe mit. Mit Barbara Naegelin  konzipierte sie 2021 die multimediale, performative, kuratorische und transdisziplinäre Projektreihe INSTABIL II Das Experiment / Der Beweis im Ausstellungsraum Klingental, mit Pawel Ferus, Susanne Hofer, Jan Hostettler, Huber.Huber, Alexandra Meyer, Annette Ruenzler, Ósk Vilhjálmsdóttir und Eva Zornio. Für die Johanneskirche Zürich schufen die beiden 2023 die Videoinstallation Aussenvor und mittendrin.

## Gruppen- und Einzelausstellungen
- 1995: Kunst aus Zürich 1995. 10 junge KünstlerInnen, Kunsthaus Zürich[16]
- 2000: Neue Fotografien (Eliane Rutishauser, Roland Iselin), Galerie Schedler Zürich
- 2002: Eliane Rutishauser. Schläferin, Galerie Schedler Zürich[17]
- 2004: Eliane Rutishauser. Alien, Vebikus Schaffhausen
- 2005: Meisterwerke. Klodin Erb, Eliane Rutishauser. Zürich, Galerie Staubkohler (g*fzk)
- 2006: Reale Fantasien, Fotomuseum Winterthur[18]
- 2006: IST DAS FISCHLI WEISS?, Coleman Projects, London UK, mit Klodin Erb
- 2006: White Space Präsentiert! Villa Merkel, Esslingen D, mit Klodin Erb
- 2007: Dunkle Tage, Galerie Stephan Witschi, Zürich
- 2007: Ernte 07, Museum zu Allerheiligen Schaffhausen[19]
- 2008: Mikrokosmos, Landpartie en route, ExEx, St.Gallen, mit Klodin Erb
- 2008: Artrmx Cologne Band 01, Köln
- 2008: Der längste Tag. 16-stündige Non-Stop-Performance, Kunsthof Zürich
- 2009: my face, eine Untersuchung von Markus Schwander und Isabel Zürcher, Kaskadenkondensator Basel
- 2011: Kult Zürich Ausser Sihl - das andere Gesicht, Malzfabrik Berlin
- 2012: Kult Zürich Ausser Sihl - das andere Gesicht, Deutschvilla Strobl[20]
- 2012: TIRANA - TBILISI - BASEL Kunst in Zeiten der Krise, TRABANT #25, Ausstellungsraum Klingental Basel
- 2012: Neue Arbeiten, Chamber of Fine Arts, Zürich
- 2014: Kunsthaus Aussersihl in Winterthur, Bauhof Winterthur
- 2014: extrem seltener wintergast, Feierabend, Zürich
- 2016: Topographies, Galerie Edition Z, Chur[21]
- 2017: Werkschau 2017, Werkbeiträge Bildende Kunst, Fachstelle Kultur Kanton Zürich zu Gast im Museum Haus Konstruktiv Zürich[22][23]
- 2017: LEGS Zentralschweiz 2017,[24] Turbine Giswil
- 2018: LEGS Berlin, Performance mit Barbara Nägelin, grüntaler9 Berlin
- 2018: Schnelle Vorbeifahrten, Kunstparcours, Paulinenaue D[25]
- 2018: Seriell, Gruppenausstellung in der Kunsthalle Vebikus Schaffhausen[26]
- 2019: Music Is My Beach House, Rohling Bern[27]
- 2021/22:  INSTABIL II Das Experiment / Der Beweis, Ausstellungsraum Klingental Basel, mit Barbara Naegelin[28]
- 2023: SHADOW ON THE WALL, Galerie Stephan Witschi, Zürich, mit Susanne Hofer[29][30]
- 2023: Aussenvor und mittendrin, Johanneskirche Zürich, mit Barbara Naegelin
- 2024: LAB in LAB, Zimmermannshaus, Brugg, mit Barbara Naegelin[31]
- 2024: ERNTE 24, Museum zu Allerheiligen, Schaffhausen[32]

## Auszeichnungen/Atelieraufenthalte
- 1999: Atelierstipendium für Bildende Kunst der Stadt Zürich in New York
- 1999: Atelierstipendium iaab in Clarksville/Tennessee
- 2001: Kunstkredit Basel-Stadt
- 2004: Studien- und Werkbeitrag an bildende Künstler des Kantons Zürich
- 2005: Atelierstipendium iaab in Montreal/Kanada
- 2018: Atelierstipendium des Kantons Schaffhausen in Berlin[33]

## Publikationen
- Eliane Rutishauser. Works, including Two Conversations between Eliane Rutishauser and Sabine von Fischer. Galerie Edition Z, Chur, 2022 (erweiterte englische Ausgabe des Katalogs von 2016).
- Eliane Rutishauser. Werke: "Ich glaube nämlich, ich fotografiere immer dasselbe" (im Gespräch mit Sabine von Fischer). Galerie Edition Z, Chur, 2016.
- Stephan Kunz, Silvia Conzett (Hrsg.): Unschuldig unheimlich: das Sennentuntschi: mit Werken von Klodin Erb und Eliane Rutishauser. Verlag Bündner Kunstmuseum, Chur, 2015, ISBN 978-3-905240-70-2.